# توشیکی کایفو
توشیکی کایفو (انگلیسی: Toshiki Kaifu؛ زادهٔ ۲ ژانویهٔ ۱۹۳۱ – درگذشتهٔ ۹ ژانویهٔ ۲۰۲۲) یک سیاست‌مدار اهل ژاپن بود.